# Acanthodoris
Acanthodoris Gray, 1850 è un genere di molluschi nudibranchi della famiglia Onchidorididae.

## Tassonomia
Il genere comprende le seguenti specie:
- Acanthodoris atrogriseata O'Donoghue, 1927
- Acanthodoris brunnea MacFarland, 1905
- Acanthodoris falklandica Eliot, 1907
- Acanthodoris globosa Abraham, 1877
- Acanthodoris hudsoni MacFarland, 1905
- Acanthodoris lutea MacFarland, 1925
- Acanthodoris metulifera Bergh, 1905
- Acanthodoris mollicella Abraham, 1877
- Acanthodoris nanaimoensis O'Donoghue, 1921
- Acanthodoris nanega Burn, 1969
- Acanthodoris pilosa (Abildgaard in Müller, 1789)
- Acanthodoris pina Marcus & Marcus, 1967
- Acanthodoris planca Fahey & Valdés, 2005
- Acanthodoris rhodoceras Cockerell & Eliot, 1905
- Acanthodoris uchidai Baba, 1935